# 부정의 신학
부정의 신학(否定- 神學, 라틴어: via negativa / via negationis, 영어: apophatic theology, negative theology) 또는 직관 신학(直觀 神學, 고대 그리스어: ἀπόφασις)은 무한한, 제한되지 않은 하나님에 대한 제한적이고 불완전한 정의를 부정하는 방식으로 하나님의 본질을 인식하려는 기독교 신학의 분야이다. 예를 들면 하나님은 인간이 아니다. 하나님은 시간과 공간에 제한되지 않는다. 그러므로 앞선 부정적 내용을 역설적으로 서술한다면 하나님은 초월적이며 영원하신 전능하신 분이다라고 주장된다. 사람의 이해력으로는 하나님을 완전히 이해할 수 없으며 하나님은 사람의 언어로는 전부 묘사할 수 없는 초월적인 존재이기 때문에 하느님을 부정적인 표현으로만 서술하는 신학 사상이다. 긍정의 신학(肯定의 神學)과 함께 기독교 신학의 주축을 형성하고 있으며 신비주의와 관련이 있다. 위 디오니시오스 아레오파기테스는 부정의 신학이 긍정의 신학 보다 하나님의 특성을 잘 보여주며 이해하기 좋다고 하였다.

## 같이 보기
- 긍정의 신학